# Марк Леві
Марк Леві (фр. Marc Levy, нар. 16 жовтня 1961) — французький письменник-романіст.

## Біографія
Марк Леві народився 16 жовтня 1961 р. у Булонь-Біянкур, Франція. У віці вісімнадцяти років він поступив на роботу в організацію Червоного Хреста і через три роки був призначений регіональним директором Західного відділу надзвичайної допомоги Парижа. Всього він пропрацював тут шість років. 
В цей же час Марк поступив у Паризький університет Дофіна. В кінці 1983 року будучи студентом другого курсу, він заснував свою першу компанію «Логітек Франція». У наступному році він вирушив до Сполучених Штатів, де створив дві компанії, що спеціалізувалися на комп'ютерній графіці, одну в Каліфорнії, іншу в Колорадо. У 1988 р. Марк став творцем і керівником студії з обробки комп'ютерних зображень в університеті Софія Антиполіс, розташованому недалеко від Канн у Франції. Проте в 1990 р. він пішов із студії через розбіжності з колегами. У цей час йому виповнилося 29 років. 
Йшов 1991 рік. Довелося починати все спочатку, причому в абсолютно незнайомій області. Марк разом з двома друзями, архітектором і інженером, став співзасновником компанії з дизайну приміщень і розробці архітектурних проектів. Вони об'єднали архітектуру, технологію та інженерні розробки, і протягом наступних кількох років їхня компанія «Еурітмік Клоізлек» стала однією з провідних архітектурних фірм Франції. Вони розробили і здійснили понад 500 проектів. Досить сказати, що серед їх клієнтів були такі фірми, як «Кока-Кола», «Пер'є», «Евіан», «Нортон», Супутниковий Канал Плюс, журнал L'Express. 
Леві взявся за перо досить пізно, у віці сорока років, і не випадково. Довгими вечорами перед сном йому доводилося розповідати своєму синові Луї різні історії. Поступово Марк звик фантазувати, і виникла потреба фіксувати вигадане на папері. Протягом 1998 весь вільний час Марк Леві присвячував рукописові, якому він дав назву «Якщо тільки це правда», в російському виданні «Між небом і землею». Це була історія, вигадана ним для сина. А на початку 1999 р. сестра Марка, сценарист за професією, наполегливо порадила йому відправити рукопис у видавництво «Робер Лаффон». Вже через вісім днів він отримав повідомлення про те, що його твір буде видано. 
Роман став бестселером. Він вразив читачів надзвичайним сюжетом і силою почуттів, здатних творити дива. 
Пізніше Марк Леві залишив архітектурну фірму і відправився до Лондона, щоб повністю присвятити себе літературній творчості. 
Літературної кар'єрі Марка Леві супроводжує надзвичайний успіх. Романи Леві розходяться мільйонними тиражами. Як говорить сам автор, «я не письменник, а розповідач казок, оповідач історій». Він не пише, він показує, а читач дуже яскраво уявляє собі події і героїв його романів.

## Бібліографія

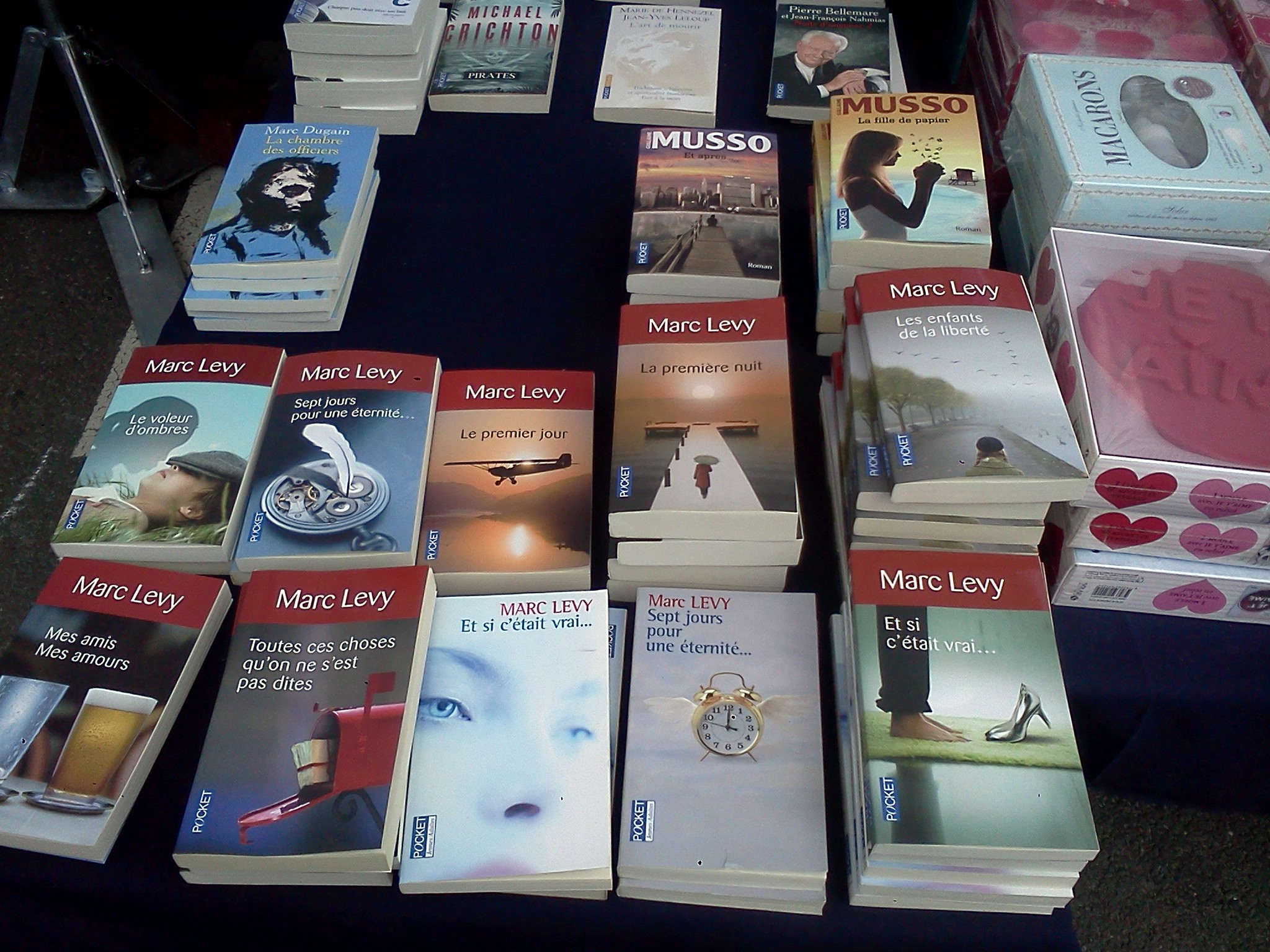
Підбірка книг Марка Леві французькою.

## Екранізація творів
- 2005 рік. "Між небом і землею" — романтична комедія, знята режисером Марком Уотерсом (Mark Waters), за мотивами роману Марка Леві "А якщо це правда?". У головних ролях: Різ Візерспун і Марк Руффало.
- 2008 рік. "Кожен хоче любити" (фр. Mes amis, mes amours, англ. London Mon Amour) — романтична комедія, цікаво, що знята старшою сестрою Марка — режисером Лоррейн Леві (Lorraine Levy), за мотивами роману Марка Леві "Кожен хоче любити" (фр. Mes amis, mes amours). У головних ролях Венсан Ліндон та Паскаль Елбе.